# Melitón Martín y Arranz
Melitón Martín y Arranz (Segovia, 9 de marzo de 1820-Madrid, 14 de septiembre de 1886) fue un ingeniero y escritor español.

## Biografía
Nacido en la ciudad de Segovia el 9 de marzo de 1820, se trasladó a Inglaterra en 1828, para posteriormente viajar a Francia y volver de nuevo a Inglaterra en 1834, donde cursó Ingeniería civil hasta su retorno a España en 1840. A su vuelta encontró problemas para validar su titulación. En 1846 fue contratado para la elaboración de un proyecto de construcción de una línea de ferrocarril entre Madrid e Irún y entre 1852 y 1856 trabajó en el ferrocarril de Aranjuez, Tembleque y Albacete.
Fue diputado a Cortes por Segovia entre 1860 y 1863 durante el reinado de Isabel II, y por Cuéllar en 1872, durante el Sexenio Democrático.
Fue elegido académico numerario de la Real Academia de Ciencias Exactas, Físicas y Naturales el 5 de diciembre de 1881, ocupando el cargo desde su toma de posesión el 17 de diciembre de 1881 en la que leyó el discurso Evolución en la ciencia hasta su muerte el 14 de septiembre de 1886 en Madrid.

## Obras y publicaciones
- --- (1872). 'La filosofía del sentido común' [url=http://bdh-rd.bne.es/viewer.vm?id=0000244013&page=1]
- —— (1863). Ponos.[13][14]
- —— (1849). Cuatro palabras a los consumidores de gas. Madrid.  Ed: (s.n.).  82p.
- —— (1849). Conato de clasificación de los conocimientos humanos en el siglo XIX. Madrid. Ed: (s.n). 82p.
- —— (1875). Las huelgas, sus causas y sus remedios. Madrid. Ed: (s.n). 96p.
- —— (1876). Historia alegórica de la humanidad y camino único hacia el bienestar y la libertad, o sea el trabajo humano. Madrid. Ed: Carlos Bailly-Bailliere.
- —— (1876). El nuevo sistema legal de pesas y medidas puesto al alcance de todos. Madrid. Ed: Cárlos Bailly-Bailliere. 186p.[13]
- —— (1877). La imaginación. Madrid. 259p.